# Agnès Callamard
Agnès Callamard (1965) es una experta francesa en derechos humanos y la relatora especial sobre ejecuciones extrajudiciales, sumarias o arbitrarias nombrada por el Consejo de Derechos Humanos de las Naciones Unidas. También es directora del proyecto Global Freedom of Expression de la Universidad de Columbia y secretaria general de Amnistía Internacional desde 2021.

## Educación
En 1985 recibió su licenciatura en el Institut d'Etudes Politiques de Grenoble. En 1995, obtuvo un doctorado en Ciencias Políticas de la New School for Social Research en Nueva York. Sus áreas profesionales se especializaron en derecho humanitario, conflictos armados, derechos de las mujeres y libertad de expresión.

## Carrera

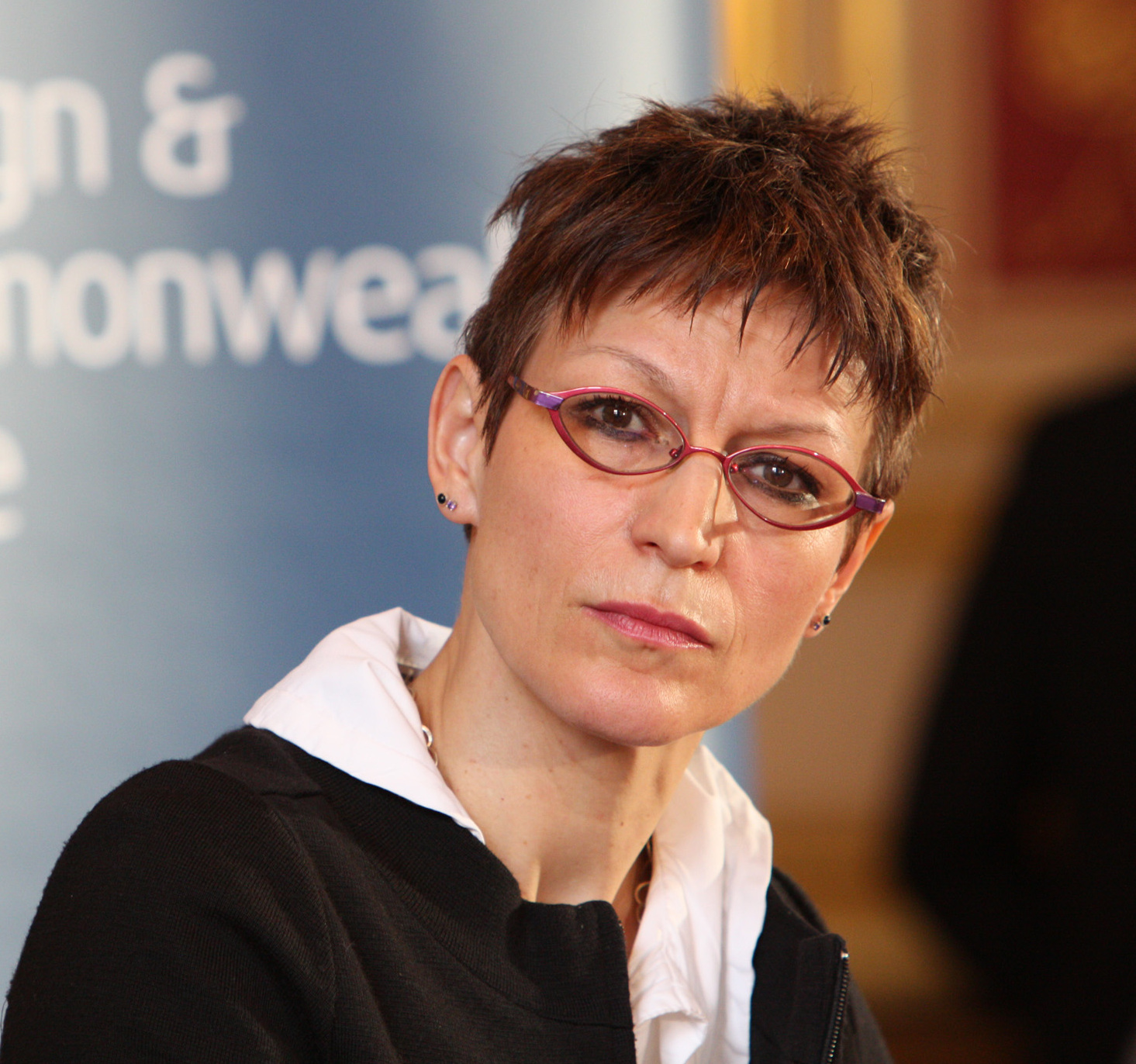
Callamard en 2011

Callamard es considerada una experta en una serie de iniciativas de derechos humanos internacionales y de la ONU y realizó investigaciones de derechos humanos en varios países de África, Asia y Medio Oriente. Publicó en el campo de los derechos humanos, los derechos de las mujeres, los movimientos de refugiados y la rendición de cuentas. Trabajó extensamente en el campo de los movimientos internacionales de refugiados con el Centro de Estudios sobre Refugiados en Toronto.
En mayo de 2017 asistió a una conferencia en Filipinas, lo que provocó que su página de Wikipedia en inglés fuera vandalizada por las críticas realizadas al presidente. Callamard afirmó que la visita no fue a título oficial.

### Amnistía Internacional
De 1998 a 2001  se desempeñó como jefa de gabinete del secretario general de Amnistía Internacional, y como coordinadora de políticas de investigación de la organización, dirigió el trabajo de Amnistía sobre los derechos humanos de las mujeres. Realizó investigaciones sobre derechos humanos en un gran número de países de África, Asia y Medio Oriente. En marzo de 2021 fue nombrada de nuevo secretaria general de la organización, ejerciendo como principal portavor de la organización a nivel internacional como parte de las responsabilidades del cargo.

### HAP Internacional
En 2001 trabajó y dirigió HAP International (Asociación de Responsabilidad Humanitaria), creada en 2003, donde supervisó ensayos de campo en Afganistán, Camboya y Sierra Leona y creó el primer organismo internacional de autorregulación para agencias humanitarias comprometidas con el fortalecimiento de la rendición de cuentas ante desastres y poblaciones afectadas. Estuvo en este cargo hasta 2004.

### Artículo 19
De 2004 a 2013 se desempeñó como directora ejecutiva de Artículo 19, una organización de derechos humanos.

### Universidad de Columbia
En noviembre de 2013 comenzó como directora de la iniciativa Global Freedom of Expression de la Universidad de Columbia.

### Naciones Unidas
Es relatora especial de las Naciones Unidas sobre ejecuciones extrajudiciales, sumarias o arbitrarias, designada por resolución del Consejo de Derechos Humanos de 22 de junio de 2017 para un mandato de 3 años. En 2019 dirigió la investigación de derechos humanos sobre el asesinato del periodista saudí Jamal Khashoggi. Sus hallazgos fueron presentados al Consejo de Derechos Humanos de la ONU en junio de 2019 Además concluyó que el ataque con aviones no tripulados contra el general iraní Qasem Soleimani era ilegal como parte de la versión preliminar de su informe sobre el Informe de la Relatora Especial sobre ejecuciones extrajudiciales, sumarias o arbitrarias para el 44.º período de sesiones del Consejo de Derechos Humanos.

## Obras y publicaciones
- Callamard, Agnès (18 de marzo de 2009). «Protect the believers, not the belief».
- Callamard, Agnès; Amnesty International Dutch Section; Codesria (2000). Monitoring and Investigating Torture, Cruel, Inhuman or Degrading Treatment, and Prison Conditions. Dakar: Council for the Development of Social Science Research in Africa. ISBN 978-2-869-78088-0. OCLC 47863459. Archivado desde el original el 22 de enero de 2021. Consultado el 10 de marzo de 2022.
- Callamard, Agnès (12 de agosto de 2015). «Comity for Internet? Recent Court Decisions on the Right to be De-indexed».
- Callamard, Agnès (23 de marzo de 2017). «Are courts re-inventing Internet regulation?». International Review of Law, Computers & Technology: 1-17. doi:10.1080/13600869.2017.1304603.